# Bahnhof Nishi-Kawaguchi
Der Bahnhof Nishi-Kawaguchi (jap. 西川口駅, Nishi-Kawaguchi-eki) ist ein Bahnhof auf der japanischen Insel Honshū. Er wird von der Bahngesellschaft JR East betrieben und befindet sich in der Präfektur Saitama auf dem Gebiet der Stadt Kawaguchi.

## Verbindungen
Nishi-Kawaguchi ist ein Zwischenbahnhof an der Keihin-Tōhoku-Linie. Sie führt von Ōmiya über Urawa, Akabane und Tokio nach Yokohama sowie daran anschließend auf der Negishi-Linie nach Ōfuna. Tagsüber fahren die Züge alle fünf Minuten, während der Hauptverkehrszeit alle drei bis vier Minuten. Somit werden jede Stunde zwischen 12 und 20 Züge angeboten.
Der Bahnhof ist ein wichtiger Knotenpunkt des lokalen und regionalen Busverkehrs. Auf dem östlichen Bahnhofsvorplatz befindet sich ein Busterminal mit fünf Haltestellen. Diese werden von einem Dutzend Buslinien der Gesellschaft Kokusai Kyōgyō Bus bedient. Zwei weitere Haltestellen befinden sich auf dem westlichen Bahnhofsvorplatz. Von hier aus verkehren vier Buslinien desselben Unternehmens.

## Anlage
Der Bahnhof steht an der Grenze zwischen den Stadtteilen Namiki im Osten und Nishikawaguchi im Westen, die beide von ausgedehnten Wohnvierteln geprägt sind. In unmittelbarer Nähe des Bahnhofs sind zahlreiche Läden und Gastronomiebetriebe zu finden. Die Anlage ist von Südosten nach Nordwesten ausgerichtet und umfasst sechs Gleise, wobei die zwei am nördlichsten gelegenen den hier haltenden Nahverkehrszügen dienen und an einem überdachten Mittelbahnsteig liegen. In der Mitte des Bahnsteigs erfolgt der Zugang mittels Treppen, Rolltreppen und Aufzügen. Sie führen hinauf zur Verteilerebene des Empfangsgebäudes, das sich in Form eines Reiterbahnhofs über den Nahverkehrsgleisen spannt. Auf den vier übrigen Gleisen an der Südseite, die von einer gedeckten Brücke überquert werden, fahren die Züge der Utsunomiya-Linie und der Takasaki-Linie sowie Güterzüge ohne Halt durch. Östlich an das Empfangsgebäude angebaut ist das fünfgeschossige, im Jahr 2007 eröffnete Einkaufszentrum Beans Nishikawaguchi.
Im Fiskaljahr 2019 nutzten durchschnittlich 59.062 Fahrgäste täglich den Bahnhof.

## Bilder

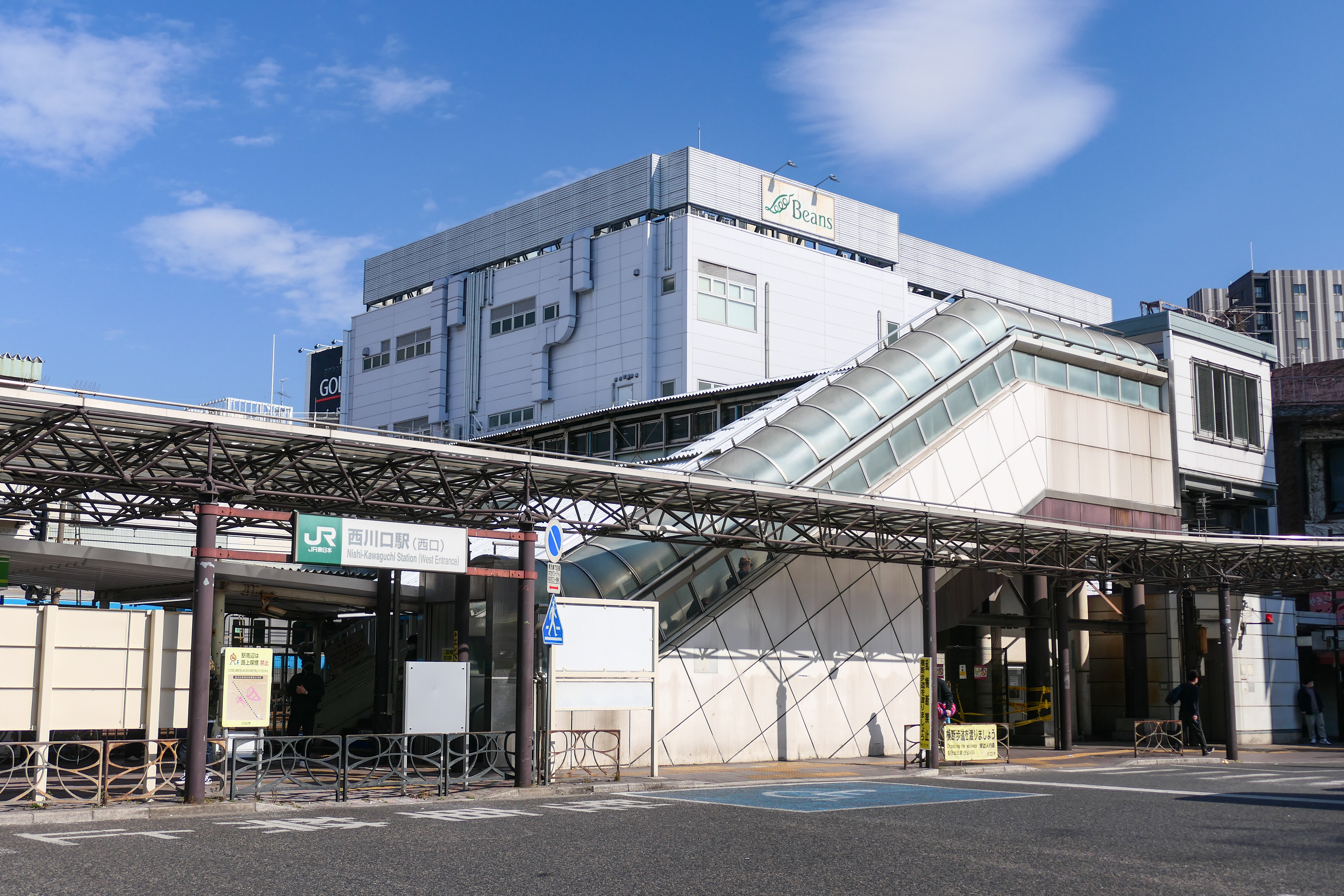
Westeingang
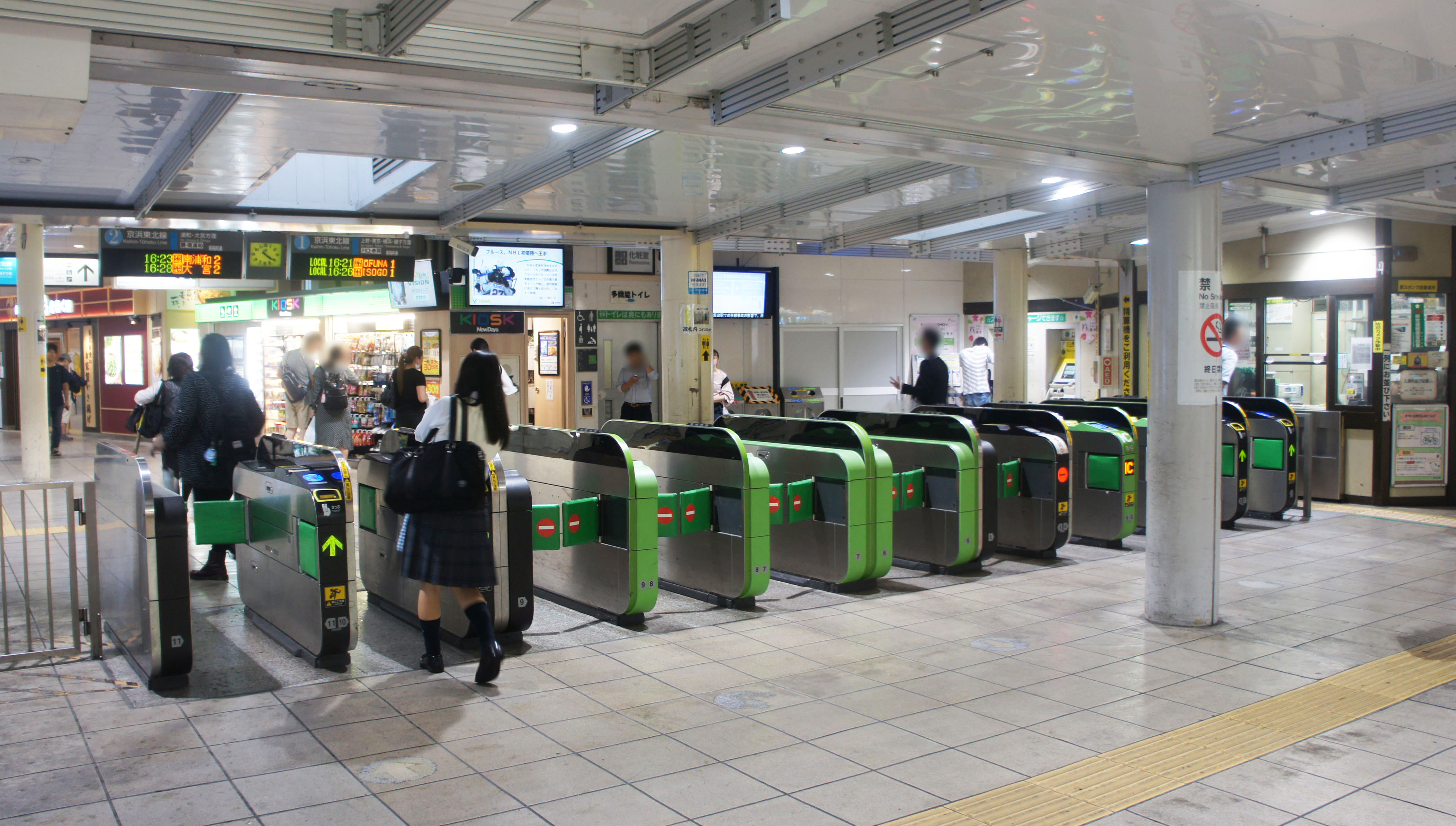
Bahnsteigsperren
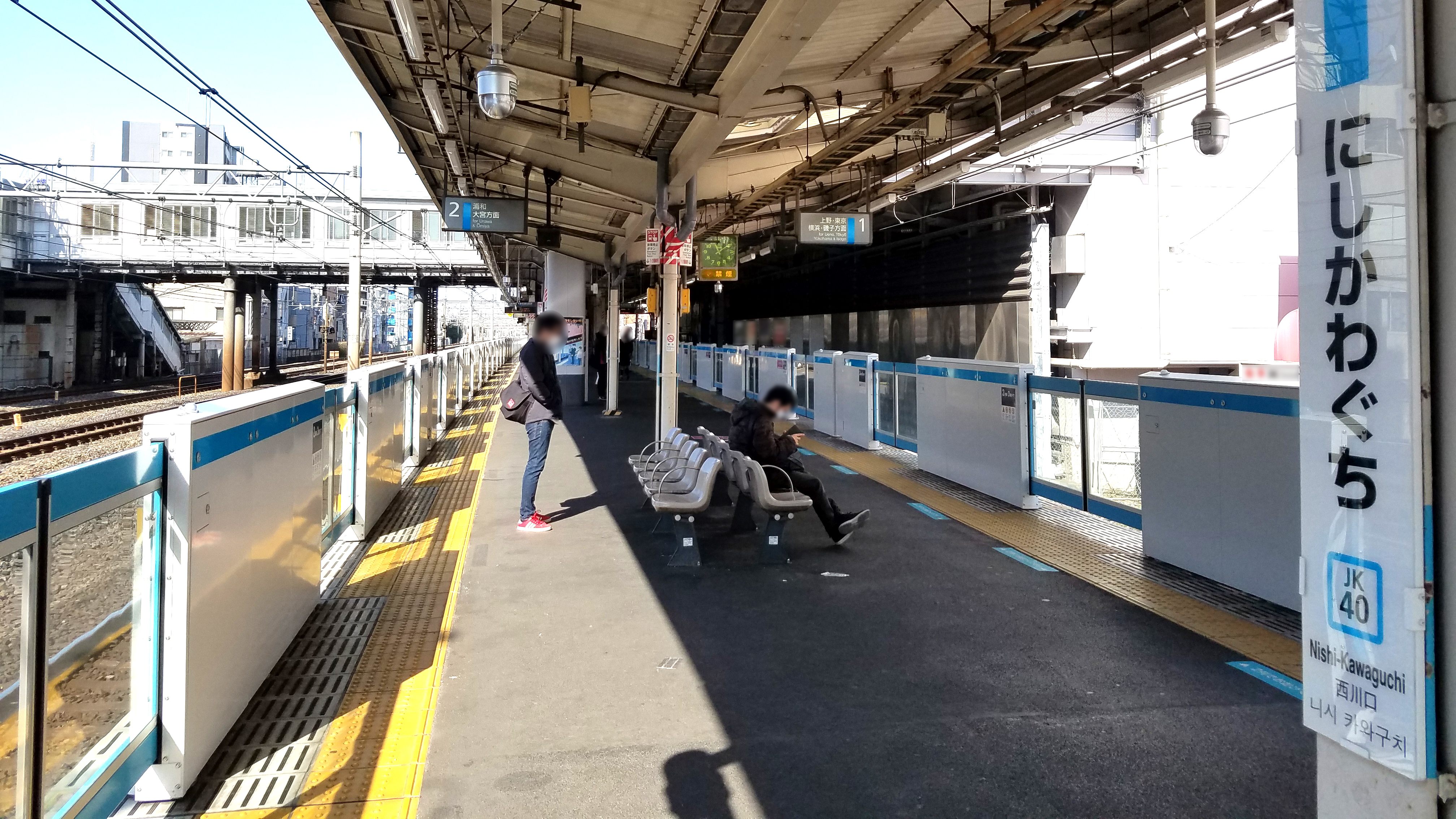
Bahnsteig

## Gleise
| 1 | ▉ Keihin-Tōhoku-Linie | Akabane • Ueno • Tokio • Shinagawa • Kawasaki • Yokohama |
| 2 | ▉ Keihin-Tōhoku-Linie | Urawa • Ōmiya                                            |

## Linien
| Verlauf der Keihin-Tōhoku-Linie / Negishi-Linie |
| --- |
| Ōmiya • Saitama-Shintoshin • Yono • Kita-Urawa • Urawa • Minami-Urawa • Warabi • Nishi-Kawaguchi • Kawaguchi • Akabane • Higashi-Jūjō • Ōji • Kami-Nakazato • Tabata • Nishi-Nippori • Nippori • Uguisudani • Ueno • Okachimachi • Akihabara • Kanda • Tokyo • Yūrakuchō • Shimbashi • Hamamatsuchō • Tamachi • Takanawa Gateway • Shinagawa • Ōimachi • Ōmori • Kamata • Kawasaki • Tsurumi • Shin-Koyasu • Higashi-Kanagawa • Yokohama • Sakuragichō • Kannai • Ishikawachō • Yamate • Negishi • Isogo • Shin-Sugita • Yōkōdai • Kōnandai • Hongōdai • Ōfuna |

## Geschichte
Über sieben Jahrzehnte nach der Inbetriebnahme der hier verlaufenden Bahnstrecke eröffnete die Japanische Staatsbahn am 1. September 1954 den Bahnhof Nishi-Kawaguchi, um neu entstandene Wohngebiete zu erschließen. Von Anfang an diente er ausschließlich dem Personenverkehr. Im Rahmen der Staatsbahnprivatisierung ging der Bahnhof am 1. April 1987 in den Besitz der neuen Gesellschaft JR East über. Nach mehrjähriger Bauzeit ging am 18. Mai 2007 das neue Empfangsgebäude an der Ostseite in Betrieb. Im Juli 2019 wurden die Bahnsteige mit Bahnsteigtüren ausgestattet.